# Johannes Amritzer
Johannes Klaus Amritzer, född 15 augusti 1973 i Villach, Österrike, är en evangelist och missionär som bor i Sverige men mestadels verksam i Afrika och USA. 
År 1996 så grundade Johannes tillsammans med sin fru Maria missions organisationen Mission SOS. Mission SOS har  bedrivit evangelistiska festivaler framför allt Asien och Afrika.   
Johannes och Mission SOS har planterat många församlingar världen över som nu är överlämnade till lokala pastorer.  